# 元龙镇
元龙镇，是中华人民共和国甘肃省天水市麦积区下辖的一个镇。

## 行政区划
元龙镇下辖以下地区：
青崖村、渭滩村、白家庄村、后庄村、元龙村、上崖村、李家沟村、杜家坪村、石谷川村、花石崖村、冯川村、佃儿下村、底川村、码头口村、园子村、和平村、桑渠村、关峡村、石家湾村、井儿村、红星村和青龙村。